# Osceola (Nebraska)
Osceola è un comune degli Stati Uniti d'America, situato in Nebraska, nella contea di Polk.